# Daniel B. Wallace

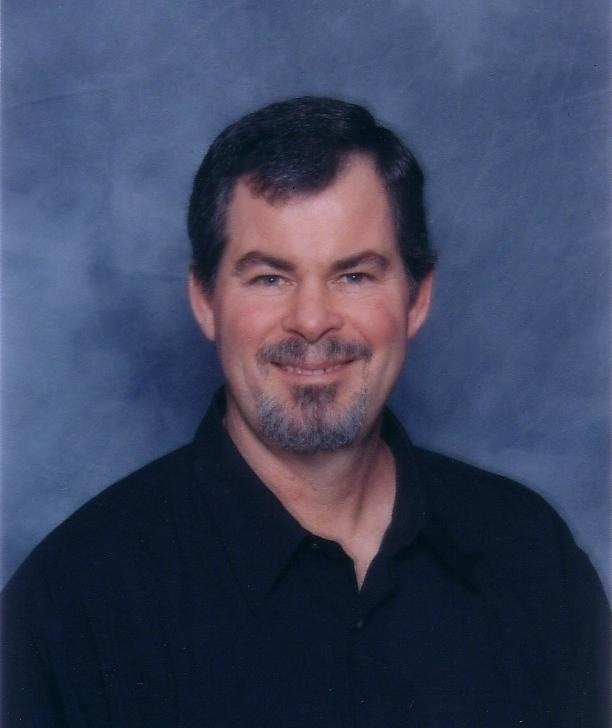
Daniel B. Wallace

Daniel B. Wallace, född 5 juni 1952, är en amerikansk teolog. Han är professor i Nya Testamentet vid Dallas Theological Seminary, där han har varit verksam sedan 1995. Han är även grundare och VD för Center for the Study of New Testament Manuscripts som arbetar med att digitalisera originalskrifterna till Nya Testamentet genom att ta digitala kopior.
Wallace har, tillsammans med sin kollega på DTS, Darrell L. Bock, varit en uttalad kritiker mot "populärkulturens" försök att misskreditera den ortodoxa och evangelikala synen på Jesus, bland annat böckerna av Elaine Pagels och Bart D. Ehrman. Han brukar ses som en stark företrädare för cessationismen